# Amusurgus minmirri
Amusurgus minmirri är en insektsart som beskrevs av Otte, D. och R.D. Alexander 1983. Amusurgus minmirri ingår i släktet Amusurgus och familjen syrsor. Inga underarter finns listade i Catalogue of Life.